# ویگالانتی
ویگالانتی (انگلیسی: Vigalantee؛ زاده ) یک خواننده رپ اهل آمریکا است.